# Philonotis mbelabiensis
Philonotis mbelabiensis är en bladmossart som beskrevs av Potier de la Varde 1935. Philonotis mbelabiensis ingår i släktet källmossor, och familjen Bartramiaceae. Inga underarter finns listade i Catalogue of Life.